# Atarot (miasto Efraima)
Atarot – niezlokalizowane przez badaczy miasto Efraima, wspomniane w Księdze Jozuego (Joz 16,7).